# Élection présidentielle mauritanienne de 2019
L'élection présidentielle mauritanienne de 2019 a lieu le 22 juin 2019 afin d'élire le président de la République pour un mandat de cinq ans. La constitution mauritanienne limitant à deux le nombre de mandats présidentiels, le président sortant Mohamed Ould Abdel Aziz n'est pas candidat à sa réélection,.
Si les opposants prêtent à ce dernier l'ambition d'un scénario à la russe destiné à lui permettre de revenir au pouvoir après un mandat de son dauphin Mohamed Ould Ghazouani, le scrutin présidentiel est néanmoins jugé historique,. Pour la première fois depuis l'indépendance du pays en 1960, une passation de pouvoir a lieu de manière pacifique sans coup d’État, bien qu'entre deux ex-militaires,,. 
Mohamed Ould Ghazouani est élu dès le premier tour. L'ex-général et ministre de la Défense recueille ainsi 52,00 % des suffrages, devant le militant anti-esclavagiste Biram Dah Abeid, qui en recueille 18,59 %.

## Mode de scrutin
Le président mauritanien est élu au scrutin uninominal majoritaire à deux tours pour un mandat de cinq ans renouvelable une seule fois. Si aucun candidat ne recueille la majorité absolue des suffrages exprimés au premier tour, un second est convoqué deux semaines plus tard entre les deux candidats arrivés en tête, et celui recueillant le plus de suffrages l'emporte. 
Les candidats doivent obligatoirement être de religion musulmane, et être âgés de quarante ans minimum et soixante quinze ans maximum à la date du premier tour.
La campagne électorale se déroule du 7 au 20 juin. En cas de second tour, celui-ci est prévu le 6 juillet. Pour la première fois, les militaires peuvent voter le même jour que les civils.

## Campagne
En avril 2019, deux mois avant le scrutin, le gouvernement rejette l'invitation d'observateurs internationaux, estimant que le système électoral mauritanien est suffisamment fiable. Les équipes de campagne des différents candidats continuent de faire campagne le jour du scrutin, malgré la fin de campagne officielle.

## Résultats
|                          | Mohamed Ould Ghazouani             | UPR                      | 483 007   | 52,00 |  |  |
|                          | Biram Dah Abeid                    | Ind.                     | 172 649   | 18,59 |  |  |
|                          | Sidi Mohamed Ould Boubakar         | Ind.                     | 165 995   | 17,87 |  |  |
|                          | Kane Hamidou Baba                  | CVE                      | 80 777    | 8,70  |  |  |
|                          | Mohamed Ould Mouloud               | UFD                      | 22 656    | 2,44  |  |  |
|                          | Mohamed Lemine El-Mourteji El-Wavi | Ind.                     | 3 688     | 0,40  |  |  |
|                          |                                    |                          |           |       |  |  |
| Votes valides            | Votes valides                      | Votes valides            | 928 772   | 96,04 |  |  |
| Votes blancs             | Votes blancs                       | Votes blancs             | 9 504     | 0,98  |  |  |
| Votes invalides          | Votes invalides                    | Votes invalides          | 28 796    | 2,98  |  |  |
| Total                    | Total                              | Total                    | 967 072   | 100   |  |  |
| Abstention               | Abstention                         | Abstention               | 577 060   | 37,37 |  |  |
| Inscrits / participation | Inscrits / participation           | Inscrits / participation | 1 544 132 | 62,63 |  |  |

## Analyse
Selon Alain Antil, de l'Institut français de relations internationales, Ould Ghazouani est « très structuré et était très apprécié dans l'armée mauritanienne. Ce n'est pas du tout un homme de paille ». Le pouvoir a par ailleurs été « surpris » par le résultat de l'opposition.

## Suites
Dénonçant des irrégularités, les candidats malheureux décident de saisir les tribunaux,. Des manifestations et heurts éclatent tandis que l'internet est coupé et que des unités d’élite de l’armée, de la garde et de la police anti-émeute sont déployées dans toute la capitale. Le gouvernement mauritanien accuse puis arrête quant à lui des ressortissants du Sénégal, de la Gambie et du Mali pour avoir participé aux manifestations. Par la suite, les QG des quatre candidats battus sont placés sous scellé. Le réseau internet fixe est finalement rétabli le 30 juin.
Le 1er juillet, le Conseil constitutionnel confirme les résultats, rejette les recours pour « insuffisance de preuves » et proclame Ghazouani vainqueur. La prestation de serment a lieu le 1er août.